# Poléskovo
Poléskovo (en rus: Полесково) és un poble de l'óblast de Vladímir, a Rússia, segons el cens del 2010 tenia 10 habitants. Pertany al districte municipal de Múrom.